# Juan Oddone
Juan Antonio Oddone Falcón (Montevideo, 10 de octubre de 1926 - 25 de junio de 2012) fue un historiador uruguayo.

## Biografía
Junto a su esposa Blanca París de Oddone conformaron las primeras generaciones de historiadores egresados de la Facultad de Humanidades y Ciencias y protagonizaron la renovación historiográfica en Uruguay, siendo los primeros integrantes de la llamada Nueva Historia uruguaya.
Su vida académica se encontró profundamente ligada a la Facultad de Humanidades, donde comenzó como alumno del historiador argentino José Luis Romero, continuó como responsable por el seminario de Historia de la Cultura, Profesor de Historia del Uruguay y finalmente, Profesor de Historia Americana y Director del Departamento de Historia Americana. Fue, además, profesor visitante en las universidades de Buenos Aires, Santiago de Chile, México, Oxford y Londres. Durante la dictadura uruguaya se exilió en México, donde fue profesor de historia en la Universidad Autónoma Metropolitana y FLACSO.
Entre sus amistades internacionales se encontraban los historiadores Pierre Vilar y José Carlos Chiaramonte.
Oddone es ciudadano ilustre de la ciudad de Montevideo desde 2007 y doctor honoris causa de la Universidad de Buenos Aires. Su hijo, Gabriel Oddone, es un reconocido economista y doctor en Historia Económica por la Universidad de Barcelona.

## Obras
- 1959, La historiografía uruguaya en el siglo XIX. Apuntes para su estudio
- 1966, La formación del Uruguay moderno
- 1966, La inmigración europea al Río de la Plata
- 1967, Tablas cronológicas : Poder Ejecutivo-Poder Legislativo 1830-1967
- Historia de la Universidad de Montevideo (tres volúmenes, en coautoría con Blanca París de Oddone)
- 1989, Uruguay en los años 30
- 1990, Uruguay entre la depresión y la guerra 1929-1945
- 1997, Cronología comparada de la historia del Uruguay: 1830-1985 (en coautoría con Blanca París y Roque Faraone)
- 2003, Vecinos en discordia: Argentina, Uruguay y la política hemisférica de los Estados Unidos. Selección de documentos, 1945-1955

## Colaboraciones en obras colectivas
- Storia Universale dei Popoli e delle Cività (vol. XV, L'America Latina)
- The Cambridge History of Latin America (vol. V)